# Black Forest Open
Il Black Forest Open è stato un torneo professionistico di tennis giocato sulla terra rossa, che faceva parte dell'ATP Challenger Tour. Si giocava annualmente a Freudenstadt in Germania dal 1999.

## Albo d'oro

### Singolare
| Anno | Campione               | Finalista          | Score            |
| ---- | ---------------------- | ------------------ | ---------------- |
| 1999 | Michal Tabara (1)      | Orlin Stanojčev    | 6–2, 7–6         |
| 2000 | Michal Tabara (2)      | Jan Frode Andersen | 6–4, 6–4         |
| 2001 | Albert Montañés        | Victor Hănescu     | 6–0, 6–3         |
| 2002 | Dennis van Scheppingen | Dídac Pérez        | 6–1, 6–1         |
| 2003 | Gorka Fraile           | Alexander Waske    | 3–6, 6–3, 6–4    |
| 2004 | Santiago Ventura       | Jan Frode Andersen | 6–3, 1–6, 6–3    |
| 2005 | Sergio Roitman         | Flavio Cipolla     | 7–5, 6–4         |
| 2006 | Hugo Armando           | Torsten Popp       | 6–3, 3–6, 6–4    |
| 2007 | Ivo Minář              | Éric Prodon        | 7–5, 6–3         |
| 2008 | Simon Greul            | Matthias Bachinger | 6–3, 6–4         |
| 2009 | Jan Hájek              | Laurent Recouderc  | 2–6, 6–3, 7–6(5) |

### Doppio
| Anno | Campioni                              | Finalista                            | Score               |
| ---- | ------------------------------------- | ------------------------------------ | ------------------- |
| 1999 | Joan Balcells Thomas Strengberger     | Michal Tabara Robin Vik              | 4–6, 6–2, 6–3       |
| 2000 | Ionuț Moldovan Jurij Ščukin           | Julian Knowle Jean-Claude Scherrer   | 3–6, 6–3, 6–4       |
| 2001 | Franz Stauder (1) Alexander Waske (1) | Fredrik Loven Damien Roberts         | 6–3, 4–6, 6–3       |
| 2002 | Diego del Río Leonardo Olguín         | Joan Balcells Jurij Ščukin           | 7–6(2), 6–4         |
| 2003 | Franz Stauder (2) Alexander Waske (2) | Mariusz Fyrstenberg Marcin Matkowski | 6–4, 7–5            |
| 2004 | Gabriel Trifu Alexander Waske (3)     | Santiago Navarro Santiago Ventura    | 6–3, 6(5)–7, 6–2    |
| 2005 | Pavel Šnobel Martin Štěpánek          | Sebastian Fitz Simon Greul           | 6–2, 6–4            |
| 2006 | Tomas Behrend Dominik Meffert         | Alexandre Sidorenko Miša Zverev      | 7–5, 7–6(5)         |
| 2007 | Marc López Martín Vilarrubi           | Martin Slanar Pavel Šnobel           | 6–2, 6(5)–7, [10–5] |
| 2008 | Dick Norman Kristof Vliegen           | Rainer Eitzinger Armin Sandbichler   | 6–3, 6–3            |
| 2009 | Jan Hájek Dusan Karol                 | Martin Kližan Adil Shamasdin         | 4–6, 6–4, [10–5]    |